# 長崎社会保険事務局
長崎社会保険事務局（ながさきしゃかいほけんじむきょく）は、長崎県長崎市にあった社会保険庁の地方支分部局で、長崎県を管轄していた。

## 管内社会保険事務所等
- 長崎社会保険事務局長崎南社会保険事務室（長崎南社会保険事務所）
- 長崎北社会保険事務所（長崎社会保険事務局長崎北事務所）
- 佐世保社会保険事務所
- 諫早社会保険事務所